# 文档对象模型
文件物件模型（缩写），是W3C组织推薦的处理可扩展置标语言和超文本标记语言的标准编程接口。
Document Object Model的歷史可以追溯至1990年代後期微軟與Netscape的“瀏覽器大戰”（browser wars），雙方為了在JavaScript與JScript一決生死，於是大規模的賦予瀏覽器強大的功能。微軟在網頁技術上加入了不少專屬事物，既有VBScript、ActiveX、以及微軟自家的DHTML格式等，使不少網頁使用非微軟平台及瀏覽器無法正常顯示。DOM即是當時醞釀出來的傑作。
DOM (Document Object Model) 译为文档对象模型，是 HTML 和 XML 文档的编程接口。
HTML DOM 定义了访问和操作 HTML 文档的标准方法。
DOM 以树结构表达 HTML 文档。
W3C DOM 标准被分为 3 个不同的部分：
- 核心 DOM - 针对任何结构化文档的标准模型
- XML DOM - 针对 XML 文档的标准模型
- HTML DOM - 针对 HTML 文档的标准模型

XML DOM 定义了所有 XML 元素的对象和属性，以及访问它们的方法。

## HTML DOM

### 简介
HTML DOM 是：
- HTML 的标准对象模型
- HTML 的标准编程接口
- W3C 标准

HTML DOM 定义了所有 HTML 元素的对象和属性，以及访问它们的方法。
换言之，HTML DOM 是关于如何获取、修改、添加或删除 HTML 元素的标准。

### DOM方法

#### 编程接口
可通过 JavaScript （以及其他编程语言）对 HTML DOM 进行访问。
所有 HTML 元素被定义为对象，而编程接口则是对象方法和对象属性。
方法是您能够执行的动作（比如添加或修改元素）。
属性是您能够获取或设置的值（比如节点的名称或内容）。
一些常用的 HTML DOM 方法：
- getElementById(id) - 获取带有指定 id 的节点（元素）
- appendChild(node) - 插入新的子节点（元素）
- removeChild(node) - 删除子节点（元素）

### DOM对象
一些常用的 HTML DOM 属性：
- innerHTML - 节点（元素）的文本值
- parentNode - 节点（元素）的父节点
- childNodes - 节点（元素）的子节点
- attributes - 节点（元素）的属性节点

### DOM属性
- nodeType 属性
- nodeValue 属性
- innerHTML 属性

## 標準化

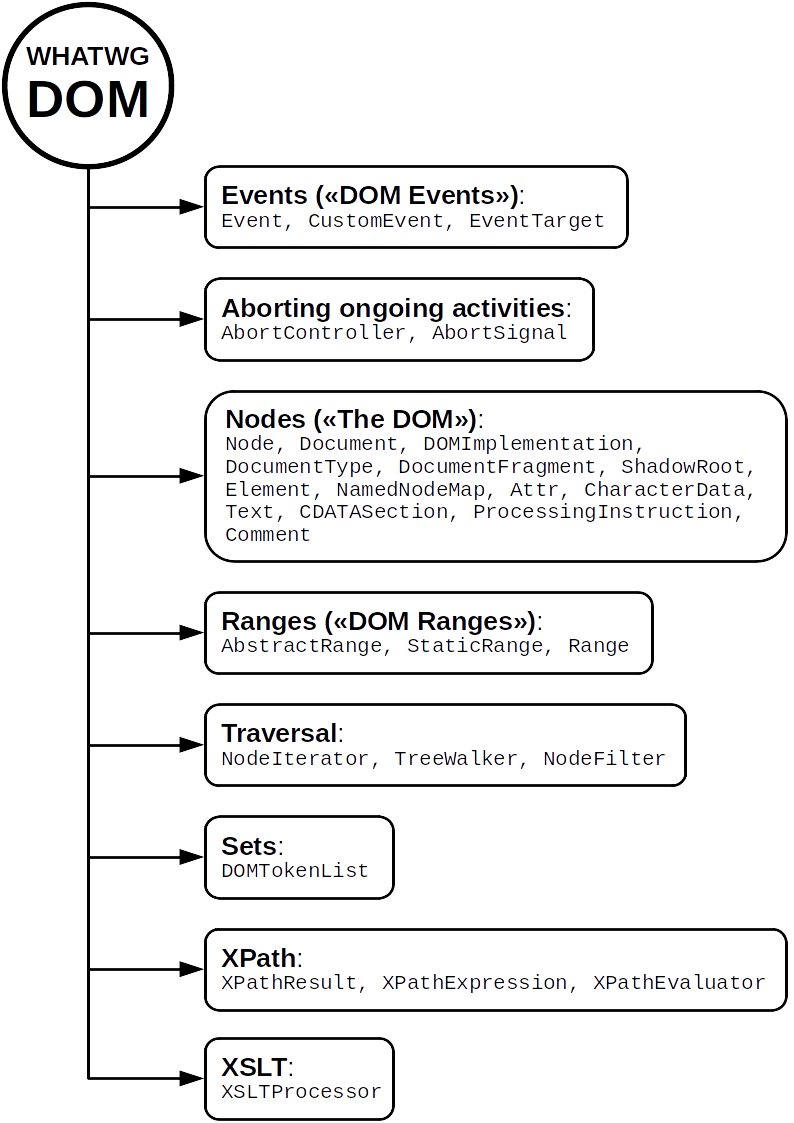
WHATWG DOM

W3C對DOM進行標準化的動作，目前已經推行至第四代。

### Level 1
- 文档对象模型（DOM）1级规范 （页面存档备份，存于）
  - 支援XML 1.0

### Level 2
- Document Object Model (DOM) Level 2 Core Specification （页面存档备份，存于）
  - XML 1.0與命名空間
- Document Object Model (DOM) Level 2 HTML Specification （页面存档备份，存于）
  - HTML 4.0x、XHTML 1.0
- Document Object Model (DOM) Level 2 Views Specification （页面存档备份，存于）
- Document Object Model (DOM) Level 2 Style Specification （页面存档备份，存于）
  - 支援CSS與CSS Level2
- Document Object Model (DOM) Level 2 Events Specification （页面存档备份，存于）
  - 支援HTML 4.01
- Document Object Model (DOM) Level 2 Traversal and Range Specification （页面存档备份，存于）

### Level 3
- Document Object Model (DOM) Level 3 Core Specification（页面存档备份，存于）
- Document Object Model (DOM) Level 3 Load and Save Specification （页面存档备份，存于）
- Document Object Model (DOM) Level 3 Validation Specification （页面存档备份，存于）

### Level 4
- Document Object Model (DOM) Level 4 （页面存档备份，存于）

## 外部連結
- （英文） W3C Document Object Model （页面存档备份，存于）